# Wilhelm Mayer (Politiker, 1821)
Wilhelm Mayer (* 29. Mai 1821 in Köppern im Hochtaunuskreis; † 1866) war ein deutscher Landrat und Mitglied des Preußischen Abgeordnetenhauses.

## Leben
Nach seinem ersten juristischen Staatsexamen im Frühjahr 1842 wurde Wilhelm Mayer im Mai 1842 vereidigt und legte im Frühjahr 1844 die Große juristische Staatsprüfung ab.
Am 24. September 1844 erhielt er eine Stelle als besoldeter Akzessist in Meddersheim und wurde im Februar 1856 Amtsassessor beim Justizamt Homburg und stieg dort bis zum geschäftsführenden Leiter auf. Diese Funktion hatte er bis zum August 1866 inne, als er mit der kommissarischen Verwaltung des Kreises Biedenkopf beauftragt wurde.
Im Dezember 1867 wurde ihm  definitiv die Verwaltung des Kreisamtes Biedenkopf übertragen. Im Jahr darauf wechselte er als Landrat zum Landkreis Marburg, wo er am 29. August 1868 zum Königlich Preußischen Landrat ernannt wurde.
Im Oktober 1870 kam er als kommissarischer Polizeidirektor nach Straßburg, wo er mit der kommissarischen Leitung der politischen Polizei im Bezirk Elsass-Lothringen beauftragt wurde. Im April 1872 kehrte er nach Marburg zurück und erhielt im Oktober 1877 den Auftrag zur Leitung der Verwaltung des Kreises Adelnau in der preußischen Provinz Südpreußen. Dieses Amt hatte er bis 1886 inne.
Von 1867 bis 1877 war er Mitglied des Preußischen Abgeordnetenhauses zunächst bis Sommer 1868 für den Wahlkreis Wiesbaden 11 und dann für den Wahlkreis Kassel 10 für die Freikonservative Partei. Nach einem Verlust des Mandats am 30. Januar 1871 wegen Ungültigkeitserklärung wurde er wiedergewählt und blieb bis zu seinem Ausscheiden am 26. Oktober 1877 in dem Parlament.